# Cispius problematicus
Cispius problematicus is een spinnensoort in de taxonomische indeling van de kraamwebspinnen (Pisauridae).
Het dier behoort tot het geslacht Cispius. De wetenschappelijke naam van de soort werd voor het eerst geldig gepubliceerd in 1978 door Blandin.